# Le Pallet
Le Pallet – miejscowość i gmina we Francji, w regionie Kraj Loary, w departamencie Loara Atlantycka.
Według danych na rok 2010 gminę zamieszkiwało 2948 osób, a gęstość zaludnienia wynosiła 250 osób/km².